# Río Barrosa
El río Barrosa es un curso de agua del norte de la península ibérica, afluente del Cinca. Discurre por la provincia española de Huesca.

## Descripción
Discurre por la provincia de Huesca. El río, que nace en los Pirineos, discurre en dirección norte-sur, hasta terminar desembocando, tras dejar la localidad de Bielsa a su derecha, en el río Cinca. Aparece descrito en el cuarto volumen del Diccionario geográfico-estadístico-histórico de España y sus posesiones de Ultramar de Pascual Madoz de la siguiente manera:

BARROSA: r. de la prov. de Huesca en el part. jud. de Boltaña. Tiene su orijen en el valle de Bielsa cerca de la frontera del ant. reino de Aragon con Francia: en su curso de N. á s. pasa por la der. de Ntra. Sra. de la Pineta y Espierva, y por la izq. de Chisagues y Parzan, atraviesa á Xavierre y llega á Bielsa, debajo de cuya v. que está sit. en su márg. der. desagua en el r. Cinca perdiendo alli su nombre. En alguno de los pueblos por donde pasa es tambien conocido con el nombre de r. Bros: tiene 2 puentes de madera, uno á 1 hora de su nacimiento, y otro junto á Bielsa, en cuyas inmediaciones forma una garganta de ½ hora en su descenso de 1 ½ leg.: cria abundantes y buenas truchas.
(Madoz, 1846, p. 61)

Pertenece a la cuenca hidrográfica del Ebro y sus aguas acaban vertidas en el mar Mediterráneo. 